# Matsumoto Jun
Matsumoto Jun (松本 順 Tùng Bản Thuận) (còn được gọi là Matsumoto Ryōjun (松本 良順 Tùng Bản Lương Thuận)) (13 tháng 7 năm 1832 – 12 tháng 3 năm 1907) hiệu là Lan Trù, Lạc Si, bề tôi của Mạc Phủ cuối thời Edo, quan chức thời Minh Trị, Nam tước, và là một bác sĩ người Nhật Bản, từng đảm nhiệm vai trò là nghị sĩ sắc tuyển của viện Quý tộc và Thanh tra Quân y Lục quân, phục vụ trong vai trò là bác sĩ riêng cho Tướng quân Mạc Phủ cuối cùng, Tokugawa Yoshinobu, ngoài ra ông còn học nhiếp ảnh với J. L. C. Pompe van Meerdervoort (1829–1908), Bộ trưởng Ngoại giao Hayashi Tadasu là anh trai của ông.

## Tiểu sử
Ông sinh vào ngày 13 tháng 7 năm 1832 tại Asanuno, Edo (nay thuộc khu vực cảng Tokyo) là con trai của phiên y phiên Sakura, trong thời gian gia tộc Azabu lưu trú tại Edo. Ông được gửi đến Nagasaki vào năm 1857 để nghiên cứu Lan học, trong thời gian này ông học cả y học và nhiếp ảnh phương Tây. Khi nhiếp ảnh gia Thụy Sĩ Pierre Rossier đến Nhật Bản vào năm 1859, Matsumoto đã ra lệnh Maeda Genzo đến làm trợ lý cho Rossier. Maeda sau đó trở thành một nhiếp ảnh gia tiên phong của Nhật Bản. Mối liên kết giữa Matsumoto và ngày nhiếp ảnh từ một số điểm giữa năm 1857 và 1859 khi ông nhận làm con nuôi nhiếp ảnh gia Kuichi Uchida 13 tuổi này trong tương lai.
Matsumoto đã giúp cho phiên Aizu hiện đại hoá y tế, và năm 1868 chuyển đến Kyoto để hỗ trợ daimyo phiên Aizu Matsudaira Katamori trong thời gian nhiệm kỳ cuối cùng như Kyoto Shugoshoku. Trong thời gian này, tình hình ở Kyoto rất bất ổn, và Matsumoto kết bạn với lãnh đạo tổ chức Shinsengumi Kondo Isami và đề xuất trợ giúp y tế cho họ. Trong cuộc chinh phạt Chōshū lần thứ hai năm 1866, ông làm bác sĩ riêng cho Tướng quân thứ 14, Tokugawa Ienari.
Trong cuộc chiến tranh Mậu Thìn thời Minh Trị Duy Tân, ông tình nguyện phục vụ và chỉ huy một đội quân cứu thương hộ tống bộ binh nhằm hỗ trợ cho Mạc phủ. Sau trận Aizu vào năm 1868, ông tìm đường đến Sendai, và gia nhập vào nhóm Ōuetsu Reppan Dōmei. Sau chiến tranh ông bị chính phủ Minh Trị mới bắt bỏ tù một thời gian ngắn, sau đó được thả ra thông qua những nỗ lực của Yamagata Aritomo, người đã yêu cầu ông giúp đỡ trong việc phát triển các đội y tế của quân đội Đế quốc Nhật Bản non trẻ.
Trong thời kỳ Minh Trị, ông tiếp tục duy trì mối quan hệ với các cựu thuộc hạ của Tướng quân. Ông cũng có công trong việc giúp đỡ Nagakura Shinpachi và Saitō Hajime xây dựng đài kỷ niệm Shinsengumi tại Itabashi ở Tokyo. Sau đó ông phục vụ trong viện Quý tộc và nhận danh hiệu Nam tước (danshaku) theo hệ thống quý tộc Kazoku. Matsumoto mất vào ngày 12 tháng 3 năm 1907, thọ 75 tuổi, mộ của ông được an táng tại ngôi đền Myodai-ji ở Oiso, Kanagawa.